# باشگاه ورزشی تایرس (رمدیوس ده اسکالادا)
باشگاه ورزشی تایرس (انگلیسی: Talleres de Remedios de Escalada) یک باشگاه فوتبال مستقر در رمدیوس ده اسکالادا، آرژانتین است که در حال حاضر در پریمرا ناسیونال، دومین رده لیگ فوتبال حرفه‌ای در این کشور، به رقابت می‌پردازد.